# Los Brincos
Los Brincos son una banda española de música rock fundada en 1963 en Madrid, que obtuvo un gran éxito en España y Latinoamérica durante la década de los sesenta. Tras diversos cambios de formación y evoluciones estilísticas, terminó disolviéndose en 1971. Después de una reunión en 2000, que terminó en 2003 por el fallecimiento de Fernando Arbex, el grupo volvió a desaparecer, para retomar de nuevo las actuaciones con nuevos miembros, liderados por Miguel Morales. 
En su tiempo fueron conocidos como los Beatles españoles. Su imagen (al menos en los primeros tiempos), aunque inspirada en los grupos beat británicos, incluía también elementos idiosincráticos y más o menos castizos, como las capas españolas o los cascabeles.
Su sencillo «Borracho» batió por entonces un récord nacional de más de 100 000 copias vendidas en 1965.
Hacia noviembre del año 1971, Los Brincos habían conseguido introducir en las listas de éxito españolas durante 29 semanas a «Flamenco» y 25 semanas al tema «Borracho» entre las diez canciones más radiadas a nivel nacional. Además las canciones «Mejor» y «Lola» también destacan entre sus éxitos por ascender hasta el primer puesto en listas de venta españolas. Asimismo «Lola» y «Un sorbito de champagne» llegaron al primer puesto de Los 40 Principales.

## Historia

### Primera formación («clásica u original») 1964-1966
El grupo se creó en 1964. Sus componentes originales fueron Fernando Arbex (batería), Manuel González (bajo eléctrico), Juan Pardo (voz y guitarra eléctrica) y el hispano-filipino Antonio Morales Junior (voz y guitarra eléctrica). Ésta es la que viene siendo conocida como "formación clásica" o "formación original".
Arbex había tocado la batería con Los Estudiantes desde finales de los 50. Cuando esta banda se disolvió a principios de 1964, pensó en montar otro grupo, para lo que contactó con Juan Pardo y Manuel González. El último miembro en incorporarse fue el hispano-filipino Antonio Morales Junior (que, como Pardo, había sido ocasionalmente cantante de Los Pekenikes). Su representante, Luis Sartorius, consiguió que fueran fichados por la discográfica española Zafiro, convenciendo a la compañía de que en España podía lanzarse con éxito un grupo al estilo de las bandas británicas de beat, pero con personalidad propia e interpretando sus propias composiciones en castellano. Sartorius murió poco antes del lanzamiento en un accidente de tráfico, pero ya había sentado las bases de un proyecto que tuvo su plasmación en el estudio gracias a la producción de Maryní Callejo, que había formado parte de Los Brujos y con el tiempo sería considerada como una de las grandes productoras del pop melódico español de los 60 y primeros 70.
Su primeros discos (el álbum titulado "Los Brincos I" y varios sencillos y EP) aparecieron a finales de 1964. Y todos ellos se convirtieron en superventas con gran rapidez[cita requerida] (hablamos de temas como "Flamenco", primer número uno de su carrera, "Dance The Pulga", "Bye Bye chiquilla", "I'm not Bad",  etc). En 1965 lanzan un EP que incluía dos temas que llegarían  al número uno: "Tú me dijiste adiós" y "Borracho". En 1966 aparece su segundo álbum, Los Brincos II y siguen los éxitos y los números uno en las listas españolas[cita requerida]: Mejor, "Un sorbito de champagne", "A mí con esas", "Renacerá", etc.
Durante ese periodo se plantean entrar en el mercado europeo, grabando versiones de sus canciones en inglés, francés e italiano con objeto de acceder a las listas de esos países. Y aunque consiguen aparecer en varias televisiones y ser portadas de algunas revistas, lo cierto es que su repercusión, siendo estimable (sobre todo en Italia, Francia y Portugal), fue modesta.
En la segunda mitad de 1966, y tras ciertas desavenencias personales y musicales, Juan Pardo y Antonio Morales abandonan la banda y forman el dúo Juan y Junior, que también conoció un enorme éxito mientras estuvo en activo (1966-69).

### Segunda formación 1966-1968
Tras la marcha de los dos guitarristas y vocalistas principales, Fernando Arbex, convertido en líder indiscutible, ficha como sustitutos a Ricky Morales (hermano de Junior) y a Vicente Jesús Martínez, ambos procedentes del grupo Los Shakers (una banda madrileña que no debe ser confundida con la que existió en Uruguay justo en la misma época).
El cambio afecta al sonido del grupo que, sin abandonar el beat melódico y las armonías vocales que los han caracterizado desde el principio, se abre a nuevas corrientes como la psicodelia, el pop barroco o el freakbeat, sonidos que, por aquel entonces, dominaban el panorama internacional. Y el éxito sigue acompañándoles durante 1967, con temas como Lola, El Pasaporte, Nadie te quiere ya o Érase una vez. 
Siguiendo con su estrategia destinada a alcanzar el mercado anglosajón, consiguieron ser portada del New Musical Express británico e incluso recurrieron a los servicios de Larry Page (famoso productor inglés de la época, conocido por sus trabajos con The Kinks) para grabar su tercer álbum, titulado Contrabando. Aunque el disco fue otro éxito en el mercado español, lo cierto es que tampoco esta vez lograron acceder a las listas internacionales (a pesar de que, precisamente en ese momento, otros grupos españoles como Los Bravos o Los Pop Tops sí lo conseguían).

### Tercera formación 1968-1971
En 1968 Vicente Martínez abandona la formación y es sustituido por otro hermano del ex-componente Junior (y del guitarrista -titular en ese momento- Ricky): Miguel Morales. 
En esa época la escena musical española está cambiando. La vieja corriente beat ha dado paso a nuevos sonidos como el soul, el folk rock, el blues rock y, sobre todo, la psicodelia y el incipiente rock progresivo. La banda se adapta a esos nuevos estilos fichando, además, al multiinstrumentista colombiano Óscar Lasprilla (antiguo miembro de Los Speakers, banda suramericana liderada por el español Rodrigo García) y convirtiéndose en un quinteto. 
Durante 1969 publican varios sencillos que no obtienen el eco de sus trabajos anteriores. Su sonido se vuelve cada vez más psicodélico y progresivo, culminando con la aparición, a principios de 1970, de su último álbum. Un disco del que se grabaron dos versiones: una en español, titulada Mundo, demonio y carne; y otra en inglés cuyo nombre es World, Devil And Body. Se trata de un disco conceptual (con un hilo conductor y una historia coherente que recorre todas las canciones) al estilo de lo que, por aquel entonces, estaban haciendo bandas anglosajonas como The Who, The Pretty Things y otros. 
El disco obtuvo escasa repercusión comercial y, a diferencia de los anteriores álbumes de Los Brincos, no entró en los primeros puestos de las listas españolas. Así que Arbex decidió disolver el grupo. 
Con los hermanos Morales y Lasprilla formó, ese mismo año, Alacrán, una banda de corta vida pero que publicó un álbum adscrito a la tardopsicodelia y al Rock progresivo. 
Y, ya en 1971, montó el grupo Barrabás que, practicando una mezcla entre el rock latino, el soul y el funk (en la onda de Santana, Malo, Mandrill u Osibisa), y cantando en inglés, conseguiría el éxito (entre 1971 y 1976) en el mercado internacional -europeo y anglosajón- que Los Brincos nunca habían obtenido.

### Reunión en elsigloXXI2000-2003

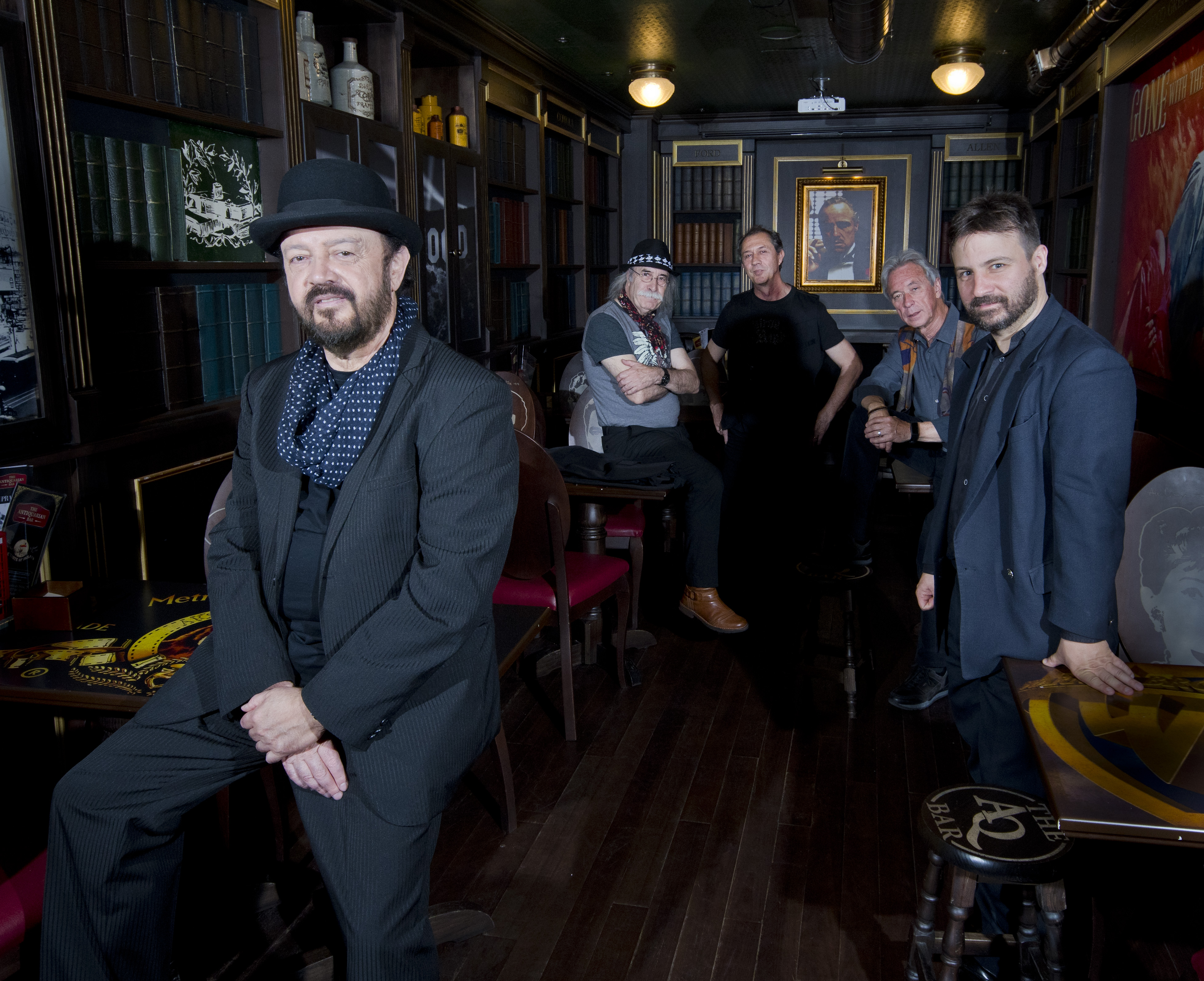
Los Brincos en la formación del, liderada por Miguel Morales

En el año 2000, Fernando Arbex formó una banda a la que volvió a bautizar como Los Brincos (ya que tenía registrado el nombre en exclusiva desde 1966). El único componente fundador era él, aunque también contaba con Miguel, miembro de la última formación sesentera (la tercera).
Ese mismo año sacaron un nuevo álbum titulado "Eterna juventud", cuyo sonido podía recordar, remotamente, al de los dos primeros discos del grupo. Aprovechando la ola nostálgica que reivindicaba los viejos sonidos de los 60, la formación se dedicó, básicamente, a tocar sus viejos clásicos en galas y festivales. 
El 5 de julio de 2003 Fernando Arbex falleció, a la edad de 62 años.
Tras la muerte de Arbex, el grupo continúa realizando actuaciones con el nombre original bajo la dirección de Miguel Morales, aunque sin contar ya entre sus filas con ninguno de los cuatro miembros fundadores.

## Discografía original (álbumes)
- Los Brincos (Zafiro-Novola, 1964).
- Brincos II (Zafiro-Novola, 1966).
- Contrabando (Zafiro-Novola, 1968).
- Mundo, demonio y carne (Zafiro-Novola, 1970).
- World, Evil & Body (Zafiro-Novola, 1970) — versión en inglés del anterior con algunos temas diferentes.

### Canciones en listas
| 1964                                                                                      | Flamenco                        | 10 |
| 1965                                                                                      | Borracho                        | 2  |
| 1965                                                                                      | Sola                            | 3  |
| 1965                                                                                      | Tú me dijiste adiós             | 3  |
| 1966                                                                                      | Mejor                           | 1  |
| 1966                                                                                      | Un sorbito de champagne         | 2  |
| 1966                                                                                      | ¡A mí con esas!                 | 5  |
| 1966                                                                                      | Renacerá                        | 7  |
| 1966                                                                                      | Giulietta                       | 4  |
| 1967                                                                                      | El pasaporte                    | 12 |
| 1967                                                                                      | Lola                            | 1  |
| 1967                                                                                      | Nadie te quiere ya              | 5  |
| 1968                                                                                      | Amiga mía                       | 13 |
| 1968                                                                                      | Sol en julio                    | 8  |
| 1968                                                                                      | Gracias por tu amor             | 9  |
| 1969                                                                                      | Las alegres chicas de San Diego | 19 |
| 1969                                                                                      | ¡Oh, Mama!                      | 6  |
| " — " muestra que su lanzamiento no apareció en listas o se desconoce su posicionamiento. |                                 |    |